# Richard Lester
Richard Lester, född 19 januari 1932 i Philadelphia, Pennsylvania, är en amerikansk filmregissör, verksam i Storbritannien. Han är främst känd för sitt arbete med The Beatles-filmer under 1960-talet och med Stålmannen-filmer under 1980-talet.
Richard Lester flyttade 1953 till London och började arbeta inom TV. Han gjorde bland annat den Oscarsnominerade kortfilmskomedin The Running Jumping & Standing Still Film (1960) med Spike Milligan och Peter Sellers. Han valdes sedan att regissera The Beatles i filmen A Hard Day's Night (1964), vilken året därpå följdes av Hjälp!. Därefter regisserade han filmer som Greppet (1965, originaltitel The Knack ... and How to Get It), för vilken han belönades med Guldpalmen på filmfestivalen i Cannes, En kul grej hände på väg till Forum (1966) och Petulia (1968).  
Under 1970-talet gjorde han bland annat De tre musketörerna (1973) och De fyra musketörerna (1974), vilka båda vann Evening Standard British Film Award i kategorin Bästa komedi, samt actionfilmen Juggernaut (1974) och komedin Royal Flash (1975), med flera. Under 1980-talet regisserade han Superman II (1980) och Stålmannen går på en krypto-nit (1983), samt Jakten på miljonerna och The Return of the Musketeers (1989). Därefter har han dragit sig tillbaka från regissörsarbetet. 1991 regisserade han dock en konsertfilm för Paul McCartney.

## Filmografi i urval
- 1963 – Musen på månen
- 1964 – Yeah! Yeah! Yeah!
- 1965 – Greppet
- 1965 – Hjälp!
- 1966 – En kul grej hände på väg till Forum
- 1967 – Hur jag vann kriget
- 1968 – Petulia
- 1969 – Bomben
- 1973 – De tre musketörerna
- 1974 – Juggernaut
- 1974 – De fyra musketörerna
- 1975 – Royal Flash
- 1976 – Robin Hood – äventyrens man
- 1976 – Baddare till badare
- 1979 – Cuba
- 1980 – Superman II – Äventyret fortsätter
- 1983 – Stålmannen går på en krypto-nit
- 1989 – The Return of the Musketeers